# John Calder
Pour les articles homonymes, voir Calder.
John Mackenzie Calder, né le 25 janvier 1927 à Montréal et mort le 13 août 2018  à Édimbourg, est un écrivain et éditeur canadien d'origine écossaise.

## Biographie
Il fonde en 1949 la maison d'édition britannique Calder Publishing (en).
Il édite notamment Samuel Beckett, William S. Burroughs, et le Tropique du Cancer d’Henry Miller. Il publie également les traductions des principaux auteurs du mouvement littéraire le Nouveau roman.
Il doit faire face et résiste à la censure lors de la publication du roman d'Hubert Selby Jr. Last Exit to Brooklyn.
En 1963, il cofonde le Traverse Theatre à Edinbourg.
Ses œuvres ne sont pas traduites en français.